# Liste der Kulturdenkmäler in Hatzenport
In der Liste der Kulturdenkmäler in Hatzenport sind alle Kulturdenkmäler der rheinland-pfälzischen Ortsgemeinde Hatzenport aufgeführt. Grundlage ist die Denkmalliste des Landes Rheinland-Pfalz (Stand: 27. Oktober 2023).

## Einzeldenkmäler
| Bezeichnung                              | Lage                            | Baujahr                    | Beschreibung | Bild                           |
| ---------------------------------------- | ------------------------------- | -------------------------- | --- | ------------------------------ |
| Bahnhof Hatzenport                       | Bahnhofstraße ohne Nummer Lage  | 1880er Jahre               | Fachwerkbau, 1880er Jahre, zu beiden Seiten eingeschossige Fachwerkanbauten, Verladeschuppen usw., Stellwärterhäuschen | Fotos hochladen                |
| Alte Pfarrkirche St. Johann mit Friedhof | Friedhofsweg Lage               | 13. Jahrhundert            | ehemals St. Rochus; spätgotische Saalkirche; Friedhof mit Friedhofskapelle; Kreuz, bezeichnet 1679; in der Mauer Sakramentsnische, 15. oder 16. Jahrhundert; acht Kreuzfragmente, 17. und 18. Jahrhundert; Grabmal Platten, bezeichnet 1858; fünf Priestergrabmäler, 18. Jahrhundert; zwei Grabkreuze, 19. Jahrhundert, drei Grabkreuze, 1612, 17. und 18. Jahrhundert; Nische von 1929, davor drei Grabkreuze, 1709, 1730 und 1810; Gesamtanlage von Kirche und Friedhof | weitere Bilder Fotos hochladen |
| Brunnen                                  | Maifeldstraße, bei Nr. 4 Lage   | 19. Jahrhundert            | Schwengelpumpe, Gusseisen, 19. Jahrhundert | Fotos hochladen                |
| Wohnhaus                                 | Maifeldstraße 9 Lage            | Ende des 19. Jahrhunderts  | Putzbau, Ende des 19. Jahrhunderts | Fotos hochladen                |
| Wohnhaus                                 | Moselstraße 1 Lage              | um 1900                    | Putzbau, um 1900; Gesamtanlage mit Ökonomie | Fotos hochladen                |
| Weingut Moritz                           | Moselstraße 2 Lage              | 1898                       | stattliches Winzergehöft; Krüppelwalmdachbau, bezeichnet 1898; rückwärtige Ökonomietrakte, Kellereingang bezeichnet 1898, Backstein- und Bruchsteintrakte bezeichnet 1906; Gesamtanlage | Fotos hochladen                |
| Wohnhaus                                 | Moselstraße 6 Lage              | Mitte des 19. Jahrhunderts | spätklassizistischer Schieferbruchsteinbau mit Kniestock, Mitte des 19. Jahrhunderts | Fotos hochladen                |
| Wegekreuz                                | Moselstraße, bei Nr. 10 Lage    | 1729                       | Wegekreuz, Kreuzigungsgruppe, bezeichnet 1729 | Fotos hochladen                |
| Wohnhaus                                 | Moselstraße 26 Lage             | 16. Jahrhundert            | Fachwerkhaus, teilweise massiv, Schildgiebel mit gotischen Fenstern, 16. Jahrhundert; Fachwerkhaus, 18. Jahrhundert | Fotos hochladen                |
| Fährturm                                 | Moselstraße, bei Nr. 31 Lage    | 19. Jahrhundert            | polygonaler Backsteinbau, 19. Jahrhundert | Fotos hochladen                |
| Wohnhaus                                 | Moselstraße 34 Lage             | 16. Jahrhundert            | dreigeschossiger Krüppelwalmdachbau, teilweise Fachwerk, 16. Jahrhundert | Fotos hochladen                |
| Hofanlage                                | Moselstraße 35 Lage             | 19. Jahrhundert            | Bruchsteinhaus mit Kniestock, 19. Jahrhundert, Bruchschieferscheune; Gesamtanlage | Fotos hochladen                |
| Wohnhaus                                 | Moselstraße 63 Lage             | 1859                       | Doppelhaus aus Bruchstein, linke Hälfte bezeichnet 1859, rechte Hälfte 1. Drittel 20. Jahrhundert | Fotos hochladen                |
| Altes Pfarrhaus                          | Oberstraße 1 Lage               | 18. Jahrhundert            | Fachwerkhaus, teilweise massiv, Krüppelwalmdach, 18. Jahrhundert; Gesamtanlage mit Nebengebäude und Garten | Fotos hochladen                |
| Pfarrhaus                                | Oberstraße 70 Lage              | 1911                       | Pfarrhaus, neubarocker Putzbau, 1911; Gesamtanlage mit Kirche | Fotos hochladen                |
| Katholische Pfarrkirche St. Rochus       | Oberstraße, zu Nr. 70 Lage      | 1869/70                    | neugotische Bruchschieferhalle, 1869/70, Architekt Hermann Nebel, Erweiterung 1910, Architekt Peter Marx; seitlich kleine Kapelle; Gesamtanlage mit Pfarrhaus | weitere Bilder Fotos hochladen |
| Wegekreuz                                | Oberstraße, bei Nr. 88 Lage     | 1613                       | Wegekreuz, Nischentyp, bezeichnet 1613 | Fotos hochladen                |
| Wohnhaus                                 | Oberstraße 111 Lage             |                            | Bruchsteinwohnhaus, gusseiserne Loggia | BW                             |
| Gasthaus                                 | Oberstraße 113 Lage             | um 1900                    | Backsteinbau, teilweise Fachwerk, um 1900 | Fotos hochladen                |
| Wohnhaus                                 | Schillingstraße 9 Lage          | 1882                       | Bruchschieferbau, bezeichnet 1882 | Fotos hochladen                |
| Kapelle                                  | Schrumpftal, bei Nr. 30/32 Lage | 1894                       | Kapelle, Bruchstein, bezeichnet 1894; drei neugotische Skulpturen | Fotos hochladen                |
| Aldorfmühle                              | nordwestlich des Ortes Lage     | 18. oder 19. Jahrhundert   | Putzbau, 18. oder 19. Jahrhundert | Fotos hochladen                |
| Blesermühle                              | nordwestlich des Ortes Lage     | 1886                       | ehemalige Gemeindemühle; Bruchsteinwohnhaus, bezeichnet 1886, Bruchsteinscheune; Kapelle, 19. Jahrhundert | Fotos hochladen                |
| Probstmühle                              | nordwestlich des Ortes Lage     | um 1875                    | Bruchsteinbau mit Kniestock, um 1875 | Fotos hochladen                |